# 포드벨카

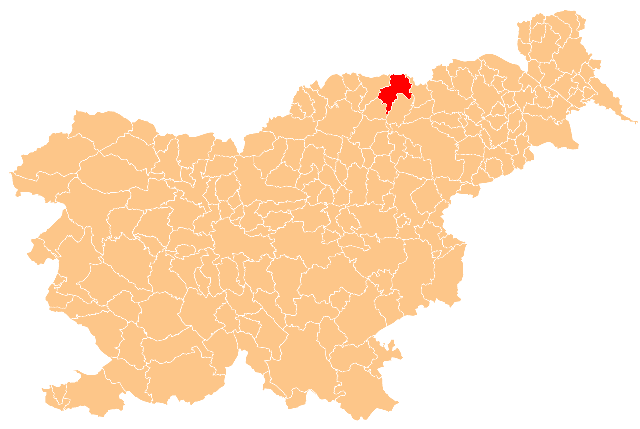
포드벨카의 위치

포드벨카(슬로베니아어: Podvelka, 독일어: Podwölling 포트뵐링[*])는 슬로베니아의 도시로 면적은 103.9km2, 인구는 2,709명(2002년 기준), 인구 밀도는 26.1명/km2이다.